# Steinbach (Fernwald)
Steinbach is een plaats in de Duitse gemeente Fernwald, deelstaat Hessen, en telt 3100 inwoners.